# RPG-30
RPG-30（ロシア語: РПГ-30 «Крюк»鉤の意）は、ロシア連邦が開発した使い捨ての短距離対戦車擲弾発射器である。

## 概要
基本的にはRPG-27とよく似たごく一般的な使い捨て式の対戦車擲弾発射器であるが、ハードキル式のアクティブ防護システム（APS）を装備した戦車を撃破するために、メインの砲身よりも細いデコイのロケット弾を装填した予備砲身が装着されている。
デコイ・ロケット弾はメインのロケット弾よりも0.2秒ほど早めに発射され、デコイ・ロケット弾を感知したAPSがこれを迎撃した0.2-0.4秒後にメインの弾頭が戦車に突入する。